# Couvron-et-Aumencourt
Couvron-et-Aumencourt település Franciaországban, Aisne megyében. Lakosainak száma 931 fő (2022. január 1.). Couvron-et-Aumencourt Assis-sur-Serre, Chéry-lès-Pouilly, Crépy, Fourdrain, Monceau-lès-Leups, Remies, Versigny és Vivaise községekkel határos.

## Népesség
A település népességének változása:
| Lakosok száma | 590  | 697  | 899  | 1414 | 904  | 919  | 938  | 941  | 949  | 931  |
|               | 1968 | 1982 | 1990 | 2006 | 2013 | 2015 | 2017 | 2019 | 2020 | 2022 |